# Agustina Gorzelany
Agustina Gorzelany (Villa Raffo, 11 de marzo de 1996) es una jugadora argentina de hockey sobre césped, integrante de la Selección nacional. En 2024 jugó en el Amsterdamsche Hockey & Bandy Club.

## Biografía
Agustina comenzó a jugar al hockey a los 6 años en el Club San Martín, ubicado en Villa Raffo, de donde es oriunda.
En 2024 se trasladó a Países Bajos para jugar en el Amsterdamsche Hockey & Bandy Club.

## Carrera deportiva
Agustina fue parte de la Selección que compitió en el Campeonato Mundial Junior 2016, donde ganó la medalla de oro tras derrotar a la selección neerlandesa. En el partido de la final, convirtió un gol al minuto 35 del segundo tiempo.
En 2017, obtuvo la Copa Panamericana disputada en Lancaster, Estados Unidos. En 2018 obtuvo la medalla de bronce en el Champions Trophy y la medalla de oro en los Juegos Suramericanos.

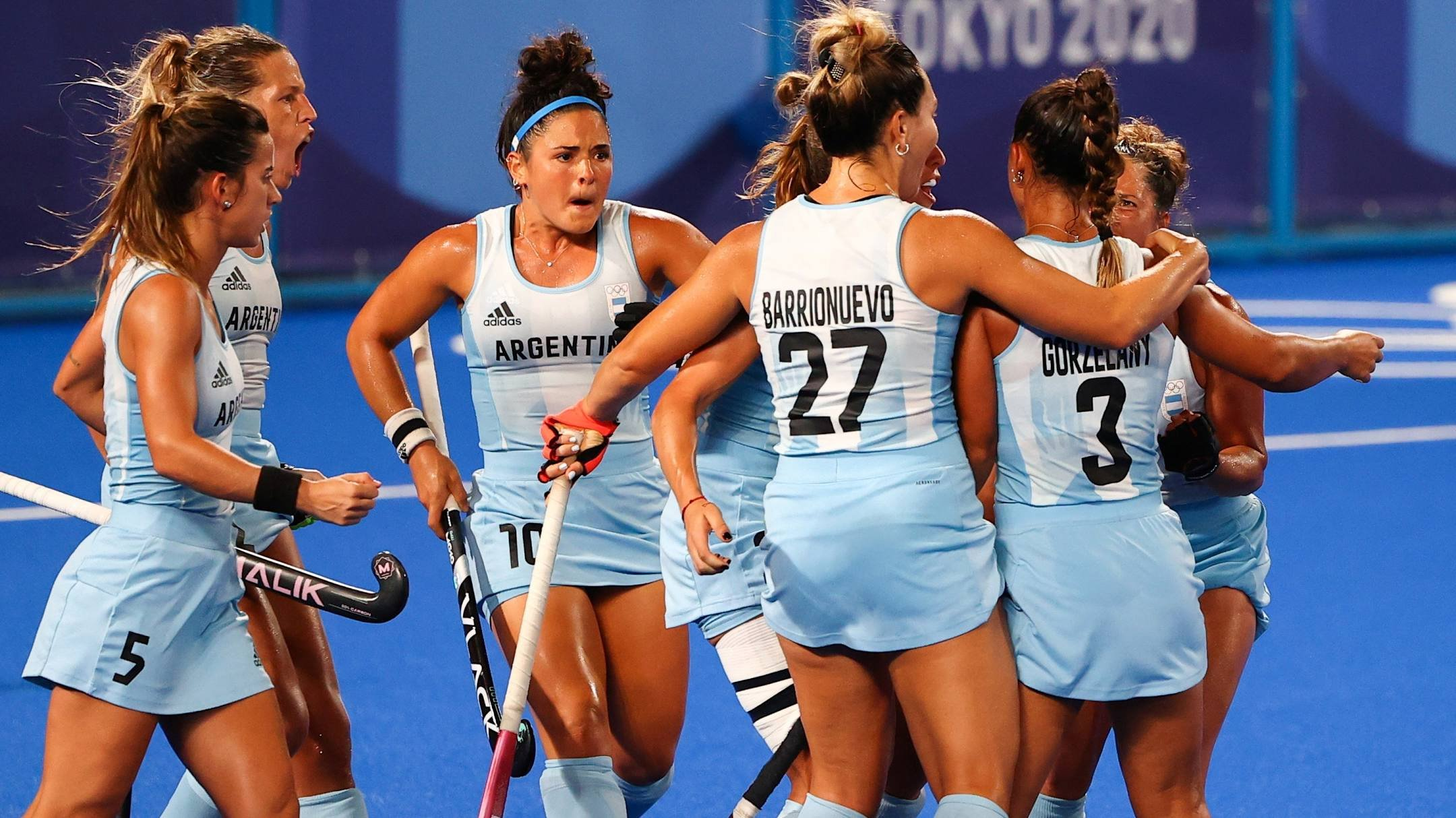
Agustina Gorzelany y sus compañeras en los Juegos Olímpicos de Tokio 2020.

En 2021 formó parte de la selección que ganó la medalla de plata en los Juegos Olímpicos de Tokio 2020.
En 2022, logró la clasificación al Campeonato Mundial tras ganar la Copa Panamericana realizada en Chile. Además, obtuvo la medalla de oro en la Hockey Pro League y el segundo puesto en el Campeonato Mundial donde fue elegida goleadora del torneo por la Federación Internacional de Hockey.
En 2023 integró la Selección que compitió en los Juegos Panamericanos donde ganó la medalla de oro y logró la clasificación a los Juegos Olímpicos de París 2024.
En los Juegos Olímpicos de París 2024, consiguió ganar la medalla de bronce luego de haber caído en semifinales ante la Selección de Países Bajos y vencido a Bélgica en la tanda de penales 3 a 1 en el partido por el tercer puesto.

## Premios
- Goleadora del Campeonato Mundial de 2022[11]

- Olimpia de plata (2022)[12]